# Sommacampagna
Sommacampagna é uma comuna italiana da região do Vêneto, província de Verona, com cerca de 12.995 habitantes. Estende-se por uma área de 40,9 km², tendo uma densidade populacional de 325 hab/km². Faz fronteira com Sona, Valeggio sul Mincio, Verona, Villafranca di Verona.

## Demografia
| Variação demográfica do município entre 1861 e 2011                               |
|                                                                                   |
| Fonte: Istituto Nazionale di Statistica (ISTAT) - Elaboração gráfica da Wikipedia |